# Mala Erpenja
Mala Erpenja – wieś w Chorwacji, w żupanii krapińsko-zagorskiej, w gminie Krapinske Toplice. W 2011 roku liczyła 606 mieszkańców.